# مارتین فرانسوا
مارتین فرانسوا (انگلیسی: Martin François؛ زادهٔ ۲۳ دسامبر ۱۹۹۶) بازیکن فوتبال اهل فرانسه است.
از باشگاه‌هایی که در آن بازی کرده‌است می‌توان به باشگاه فوتبال سوشو اشاره کرد.